# ديفيد كوبر (مطالب بإلغاء العبودية)
كان ديفيد كوبر (من مواليد 12 سبتمبر من عام 1724، وتوفي في 1 أبريل من عام 1795) مزارعًا صاحبيًا أمريكيًا، وعضوًا في جمعية الأصدقاء الدينية، وكاتبًا ومؤلفًا مهتمًا بمواضيع إلغاء العبودية في أواخر القرن الثامن عشر. بصفته مواطنًا من نيوجيرسي، عاش كوبر الجزء الأكبر من حياته في مدينتي غلوسيستر وسالم في ولاية نيوجيرسي الأمريكية وحولهما. كان كوبر جريئًا في مواقفه المعادية للعبودية، وكرس حياته في سبيل حركة إبطال العبودية، قبل وأثناء وبعد عصر الثورة الأمريكية.  كمسيحي مخلص للديانة المسيحية، وصاحبيّ، أجرى كوبر في كتاباته وخطبه العديد من المقارنات بين الدعوات لإبطال العبودية والفكر التوراتي. وناشد كوبر، من خلال نشر الكتيبات ورفع العرائض، كلًا من الرئيس الأمريكي، جورج واشنطن، والكونغرس، من أجل بذل الجهود لإلغاء العبودية. يشتهر كوبر بكتابته لمقالة مؤلفة من 22 صحفة مناهضة للعبودية وجهها إلى «حكام أمريكا»، ووزعها على أعضاء الكونغرس. وقع جورج واشنطن إحدى نسخ هذه المقالة واحتفظ بها في مكتبته الخاصة.

## حياته الشخصية
وُلد ديفيد كوبر في مدينة وودبري الواقعة على نهر ديلاوير بولاية نيوجيرسي الأمريكية بالقرب من فيلادلفيا، في 12 ديسمبر من عام 1724 لأبوين هما جون كوبر، وآن كلارك. تزوج ديفيد سيبيل ماتلاك كوبر. رُزق الزوجان بعدد من الأطفال نجا منهم ولدان فقط، هما آموس كوبر، ومارثا ألينسون. ورث جون، والد ديفيد، ميراثًا ضخمًا من جده. توفي جون سينيو في عام 1730، عندما كان ديفيد في السادسة من عمره. بعد ذلك، تولت والدة ديفيد، التي كانت صاحبية مخلصة، مسؤولية تربيته مع إخوته. اتسم المجتمع الذي نشأ فيه كوبر بالالتزام الشديد بأخلاقيات ومثل جمعية الأصدقاء الدينية. كان جد ديفيد لوالدته، بنيامين كلارك، من بين أوائل الصاحبيين الدعاة إلى إبطال العبودية في أمريكا الاستعمارية. بعد وفاة والده، ورث ديفيد ميراثًا ضخمًا، بما في ذلك قطعة أرض استخدمها لإطلاق مشروع تجاري ناجح بشكل استثنائي إلى الحد الذي شعر فيه ديفيد بأن مشروعه مبارك من الله.
توفي الأخ الأكبر لديفيد، جون، في عام 1728 في عمر العاشرة. وبعد مرور عام واحد، أنجب والدا ديفيد ابنًا آخرًا أطلقًا عليه اسم جون أيضًا. أصبح جون كوبر، الأخ الأصغر لديفيد، شخصية بارزة خلال الثورة الأمريكية، وساهم في وضع دستور ولاية نيوجيرسي في عام 1776. انتُخب جون كوبر أيضًا لعضوية المؤتمر القاري الثاني في عام 1776، إلا أنه لم يحضره على الإطلاق.
في 22 أكتوبر من عام 1777، وفي أعقاب معركة الضفة الحمراء، طُرد أفراد عائلة كوبر من منازلهم الواقعة في مدينة وودبري بولاية مينيسوتا الأمريكية، بعد سيطرة البريطانيين على المنطقة بأكملها بهدف الوصول إلى فيلادلفيا. احتل الجنرال كورنواليس منزل شقيق ديفيد كوبر، جون، واستخدمه كمقر له لمدة عشرة أشهر.
يوثق كوبر في مذكراته حياته المبكرة وتاريخ عائلته وزواجه وولادة أطفاله ومشاركاته مع جمعية الأصدقاء الدينية وصراعاته المختلفة مع معتقداته الدينية. يروي كوبر أيضًا عمله كممثل لولاية نيوجيرسي في عام 1761، إضافة إلى مشاركاته في اجتماعات جمعية الأصدقاء الدينية. كتب كوبر هذه المؤلفات أثناء مرضه في سنوات حياته الأخيرة لتكون سجلًا شخصيًا لحياته وعمله يطلع عليه أبناؤه بعد وفاته. توفي ديفيد كوبر في عام 1795، في مقاطعة جلوستر بولاية نيوجيرسي عن عمر يناهز 70 عامًا.